# 埃尔瓦拉科
埃尔瓦拉科，是西班牙卡斯蒂利亚-莱昂阿维拉省的一个市镇。 总面积154km2, 总人口2043人（2001年），人口密度13人/km2。